# Oleg Twierdowski
Oleg Fiodorowicz Twierdowski (ros. Олег Фёдорович Твердовский, ukr. Олег Федорович Твердовський – Ołeh Fedorowicz Twerdowski; ur. 18 maja 1976 w Doniecku) – rosyjski hokeista, reprezentant Rosji, olimpijczyk.

## Kariera
- Krylja Sowietow Moskwa (1992–1994)
- Brandon Wheat Kings (1994)
- Anaheim Ducks (1994–1996)
- Winnipeg Jets (1996)
- Phoenix Coyotes (1996–1999)
  -  Hamilton Bulldogs (1997)
- Anaheim Ducks (1999–2002)
- New Jersey Devils (2002–2003)
- Awangard Omsk (2003–2005)
- Carolina Hurricanes (2005–2006)
- Los Angeles Kings (2006–2007)
- Manchester Monarchs (2006–2007)
- Saławat Jułajew Ufa (2007–2011)
- Toros Nieftiekamsk (2011)
- Mietałłurg Magnitogorsk (2011–2013)

Od grudnia 2011 roku zawodnik Mietałłurga Magnitogorsk. W maju 2012 roku przedłużył kontrakt z klubem o rok. Zawodnikiem klubu był do 30 kwietnia 2013. W grudniu 2013 zakończył karierę.
Uczestniczył w turniejach mistrzostw Europy juniorów do lat 18 1993, 1993, mistrzostw świata juniorów do lat 20 edycji 1994, mistrzostw świata w 1996, 2001, 2004, 2009, Pucharu Świata 1996, 2004 oraz zimowych igrzysk olimpijskich 2002.

## Sukcesy
Reprezentacyjne
- Srebrny medal mistrzostw Europy juniorów do lat 18: 1993, 1994
- Brązowy medal mistrzostw świata juniorów do lat 20: 1994
- Brązowy medal zimowych igrzysk olimpijskich: 2002
- Złoty medal mistrzostw świata: 2009

Klubowe
- Puchar Stanleya: 2003 z New Jersey Devils, 2006 z Carolina Hurricanes
- Emile Francis Trophy: 2007 z Manchester Monarchs
- Złoty medal mistrzostw Rosji: 2004 z Awangardem Omsk, 2008, 2011 z Saławatem Jułajew Ufa
- Puchar Mistrzów: 2005 z Awangardem Omsk
- Brązowy medal Mistrzostw Rosji: 2010 z Saławatem Jułajew Ufa
- Puchar Kontynentu: 2010 z Saławatem Jułajew Ufa
- Puchar Gagarina: 2011 z Saławatem Jułajew Ufa
- Puchar Otwarcia: 2008, 2011 z Saławatem Jułajew Ufa

Indywidualne
- Mistrzostwa Europy juniorów do lat 18 w hokeju na lodzie 1994:
  - Pierwsze miejsce w klasyfikacji asystentów turnieju: 9 asyst
  - Czwarte miejsce w klasyfikacji kanadyjskiej turnieju: 10 punktów
  - Skład gwiazd turnieju[5]
- NHL All-Star Game: 1997
- Superliga rosyjska w hokeju na lodzie (2003/2004):
  - Złoty Kij – Najbardziej Wartościowy Gracz (MVP) rundy zasadniczej
  - Złoty Kask (przyznawany sześciu zawodnikom wybranym do składu gwiazd sezonu)
- Puchar Mistrzów IIHF 2005:
  - Skład gwiazd turnieju
- Mistrzostwa Świata w Hokeju na Lodzie 2009/Elita:
  - Jeden z trzech najlepszych zawodników reprezentacji
- Superliga rosyjska w hokeju na lodzie (2003/2004):
  - Najbardziej Wartościowy Zawodnik (MVP)

Wyróżnienie
- Zasłużony Mistrz Sportu Rosji w hokeju na lodzie: 2002